# فيليس ناغي
فيليس ناغي (بالإنجليزية: Phyllis Nagy)‏ هي كاتبة سيناريو ومنتجة أفلام وكاتِبة ومخرجة أمريكية، ولدت في 7 نوفمبر 1962 في نيويورك في الولايات المتحدة.

## وصلات خارجية
- فيليس ناغي على موقع IMDb (الإنجليزية)
- فيليس ناغي على موقع قاعدة بيانات الأفلام العربية
- فيليس ناغي على موقع ألو سيني (الفرنسية)
- فيليس ناغي على موقع أول موفي (الإنجليزية)
- فيليس ناغي على موقع قاعدة بيانات الأفلام السويدية (السويدية)
- فيليس ناغي على موقع قاعدة بيانات الفيلم (الإنجليزية)
- فيليس ناغي على موقع كينوبويسك (الروسية)